# 古文运动
古文運動為唐宋兩代改革文章體裁的運動，主要目的在於扭轉寫作駢文的風氣，改為學習三代兩漢的古文。
唐朝的駢文過度要求排比、對偶、用典以及格律，缺乏實用價值，於是唐初陳子昂、張說等人開始提倡復古的言論，同時期的文人，例如李華和蕭穎士等也開始排斥駢儷浮華的風氣，這段時期可以稱為古文運動的先驅時期。

## 詞源
以「運動」二字表達唐宋兩代古文的復興，首見於胡適1928年出版的《白話文學史》。到1931年，胡雲翼《中國文學史》首次提到「古文運動」一詞，從此廣泛使用。但也有部分學者不贊同使用此稱呼。

## 唐代

### 興起原因
自魏晉南北朝駢文大行，文風綺靡，側重形式，忽略內容，須恢復秦朝、漢代的古文，即古代的散文。陳子昂、蕭穎士、李華等提倡詩文復古改革，為韓、柳的古文運動作好準備，為古文運動之先驅，而韓愈、柳宗元正式開始。
安史亂後唐朝國勢衰落，藩鎮割據，宦官弄權，故韓愈、柳宗元主張古文運動以移風易俗，鞏固王室。當時佛、道二教盛行，不事生產，韓愈以捍衛儒家道統為己任，以古文排斥佛老。

### 發展

#### 醞釀期
初唐陳子昂提倡漢魏風骨，蕭穎士和李華提出「宗經」、「說道」和「尚簡」；韓會和柳冕提出文章的教化作用，獨孤及提出「文師兩漢」，梁肅教人要「敦古風」，元結主張為文「救世勵俗」，都為韓愈、柳宗元的古文運動作準備。

### 韓愈、柳宗元
貞元、元和年間，韓愈、柳宗元加入從事古文寫作，由於有理論有創作，故有成就。附和者有李靚、歐陽詹、劉禹錫、白居易、元稹等人。韓愈有自信，百折不回，
韓愈主張思想復古、文學復古，以復古道為目的，復古文為手段，而所謂「道」，是指儒家的道。韓愈在繼承的基礎上，亦有所創造和革新，主張學古文「師其意不師其辭，唯陳言之務去」。
柳宗元論文意見，與韓愈不盡相同，但反六朝與復古的觀點卻一致。柳宗元所謂的「道」，比韓愈更廣泛。柳宗元散文創作成果斐然，是古文運動有力的支持者。

#### 餘緒
李翱、皇甫湜繼續倡古文，其後又有孫樵、劉蛻等人繼承餘緒，但已步入衰落期，不如之前興盛。

### 主張
韓愈主張文以「載道」之思想（然此一名詞至周敦頤始正式提出），宣揚儒道，攘斥佛、老，「破駢為散」，反對六朝以來的駢文文風，主張恢復三代兩漢自然質樸的文體，「言貴獨到」，「詞必己出」，要「文從字順」，唯陳言之務去。

### 影響
韓愈、柳宗元提倡平淺質樸的散文，使空虛華美的駢文遭受打擊而一度衰落。韓、柳諸人致力於古文創作，使唐代的古文得到很好成績；元稹、白居易一派的社會詩，也受他們理論的影響。古文運動也影響唐代傳奇的發展。
唐代古文運動直接影響到宋代古文運動，而其對散文的影響則遠及清代。由於重視古文，經史遂成為文學的正統。但過於偏重文學的實際作用，而輕視藝術的生命與美的價值，造成後世形成厚古薄今的觀念。

## 宋代

### 興起原因
駢文在宋初再度流行刺激了宋代古文運動的复兴。韓愈、柳宗元以後唐代散文衰落，李翱過於重道，但他的文章不足以繼續領導風氣；皇甫湜則使散文走上怪僻艱澀之途。晚唐李商隱、溫庭筠等人專事雕章琢句，六朝風氣又盛行起來。宋初文風綺靡，文人多寫歌功頌德、華而不實的駢文。宋真宗時，西崑派更重視雕章麗句。另一方面，宋代尊王攘夷思想與哲理風氣興起，也是推動古文運動盛行的因素之一。

### 發展
宋代古文運動可分兩階段。第一階段的鼓吹者有石介、柳開、孫復、穆修、尹洙和王禹偁，主張有明道、致用、尊韓、重散體及反西崑體五點。
第二階段以歐陽脩為領導者，主張文道並重，先道後文，除理論外他還有優秀的作品，支持者有梅堯臣、蘇舜欽、王安石、蘇洵、蘇軾、蘇轍及曾鞏，最终使古文運動走向成功。

### 影響
宋代古文運動阻遏纖巧綺靡文風的流行，反對艱澀怪僻，建立了平易流暢的文章風格，使散文更具表達力和生命力。宋代古文運動並主張文道合一，建立古文的正統地位，也影響了散賦。古文成為文章正宗，直至清末。